# Miss Trinité-et-Tobago
Miss Trinité-et-Tobago est un concours de beauté annuel tenu à Trinité-et-Tobago. 
Différentes jeunes femmes peuvent être représentantes de Trinité-et-Tobago aux concours de Miss Univers, Miss Monde, Miss Terre et Miss international.

## Miss Trinité et Tobago pour Miss Univers
| Année | Nom                          | Prix                                     |
| ----- | ---------------------------- | ---------------------------------------- |
| 1963  | Jean Stodart                 |                                          |
| 1964  | Julia Marlene Laurence       |                                          |
| 1966  | Kathleen Hares               |                                          |
| 1971  | Sally Karamath               |                                          |
| 1973  | Camella King                 |                                          |
| 1974  | Stephanie Lee Pack           |                                          |
| 1975  | Christine Mary Jackson       | Miss Congeniality                        |
| 1976  | Margaret Elizabeth McFarlane | Miss Congeniality                        |
| 1977  | Janelle Commissiong          | Miss Univers 1977, Miss Photogenic       |
| 1978  | Sophia Titus                 | Miss Congeniality                        |
| 1979  | Marie Noelle Diaz            |                                          |
| 1980  | Althea Ingrid Rocke          |                                          |
| 1981  | Rohini Samaroo               |                                          |
| 1982  | Suzanne Troboulay            |                                          |
| 1983  | Sandra William               |                                          |
| 1984  | Gina Maria Tardieu           |                                          |
| 1985  | Brenda Joy Fahey             |                                          |
| 1986  | Candace Jennings             |                                          |
| 1987  | Sheree Ann Denise Richards   |                                          |
| 1988  | Cheryl Ann Gordon            |                                          |
| 1989  | Guenevere Helen Kelshall     |                                          |
| 1990  | Maryse De Gourville          |                                          |
| 1991  | Josie Ann Richards           |                                          |
| 1993  | Rachel Charles               |                                          |
| 1994  | Lorca Chelsea Gatcliffe      |                                          |
| 1995  | Arlene Peterkin              | Top 6 Finalists                          |
| 1996  | Michelle Khan                |                                          |
| 1997  | Margot Rita Bourgeois        | 2nd runner-up                            |
| 1998  | Wendy Fitzwilliam            | Miss Univers 1998, Best National Costume |
| 1999  | Nicole Simone Dyer           | Best National Costume                    |
| 2000  | Heidi Ann Rostant            |                                          |
| 2001  | Alexia Charlerie             |                                          |
| 2002  | Nasma Mohammed               |                                          |
| 2003  | Faye Alibocas                | Top 10 Finalists                         |
| 2004  | Danielle Jones               | 4th runner-up                            |
| 2005  | Magdalene Walcott            | Top 15 Semi-finalists                    |
| 2006  | Kenisha Thom                 | Top 10 Finalists                         |
| 2008  | Anya Ayoung-Chee             |                                          |
| 2010  | La Toya Woods                |                                          |
| 2011  | Gabrielle Walcott            |                                          |

## Miss Trinité et Tobago pour Miss Monde
| Année | Nom                          | Prix                                                                |
| ----- | ---------------------------- | ------------------------------------------------------------------- |
| 1966  | Diane DeFreitas              |                                                                     |
| 1971  | Maria Jordan                 |                                                                     |
| 1975  | Donna Sandra Dalrymple       |                                                                     |
| 1976  | Patricia Anderson Leon       |                                                                     |
| 1977  | Marlene Villafaña            |                                                                     |
| 1978  | Kathleen Thomas              |                                                                     |
| 1979  | Marlene Coggins              |                                                                     |
| 1980  | Maria Octavia Chung          |                                                                     |
| 1981  | Rachel Ann Thomas            |                                                                     |
| 1982  | Althea Ingrid Rocke          | 4th runner-up                                                       |
| 1983  | Esther Juliette Farmer       |                                                                     |
| 1984  | Ria Judy Joanne Rambardan    |                                                                     |
| 1985  | Ulrica Christina Phillip     |                                                                     |
| 1986  | Giselle Jeanne-Marie Laronde | Miss World Miss World Caribbean Miss World Americas                 |
| 1987  | Maria del Valle Xavier       |                                                                     |
| 1988  | Wendy Baptiste               |                                                                     |
| 1989  | Samantha Bhagan              |                                                                     |
| 1990  | Guenevere Helen Kelshall     |                                                                     |
| 1991  | Sastee Bachan                |                                                                     |
| 1992  | Renee Garib                  |                                                                     |
| 1993  | Denyse Michelle Paul         |                                                                     |
| 1994  | Anabel Thomas                |                                                                     |
| 1995  | Michelle Khan                | 2nd runner-up Miss World Caribbean                                  |
| 1996  | Sharda Ramlogan              |                                                                     |
| 1997  | Mandy Jagdeo                 |                                                                     |
| 1998  | Jeanette Marie La Caillie    |                                                                     |
| 1999  | Sacha Anton                  |                                                                     |
| 2000  | Rhonda Rosemin               |                                                                     |
| 2001  | Sacha St. Hill               |                                                                     |
| 2002  | Janelle Rajnauth             |                                                                     |
| 2003  | Magdalene Walcott            | Top 20                                                              |
| 2004  | Kenisha Nalisha Finita Thom  | Top 15                                                              |
| 2005  | Jenna Marie Andre            |                                                                     |
| 2006  | Tineke De Freitas            |                                                                     |
| 2007  | Valene Maharaj               | Miss World Caribbean                                                |
| 2008  | Gabrielle Walcott            | 2nd Runner-up Miss World Caribbean Miss World Beauty With A Purpose |
| 2009  | Ashanna Arthur               |                                                                     |
| 2010  | Davia Chambers               |                                                                     |
| 2011  | Lee-Ann Forbes               |                                                                     |

## Liens
- Miss Trinidad & Tobago Universe